# Ephialtes von Athen
Ephialtes (altgriechisch Ἐφιάλτης Ephiáltēs; † 461 oder 457 v. Chr.) war ein athenischer Staatsmann im antiken Griechenland.
Er gehörte der Gruppe von Politikern an, die in Opposition zum führenden Politiker Kimon die demokratischen Rechte noch weiter als bis dahin geschehen vorantreiben wollten und zugleich einen neuen außenpolitischen Kurs – als Hauptgegner galten ihnen nicht mehr die Perser, sondern Sparta – vertraten. Ephialtes setzte sich für die Entmachtung des Areopags ein, der hauptsächlich aus Mitgliedern des Adels bestand. Zuerst führte er einige Prozesse gegen Mitglieder dieses Gremiums, in denen er die dort herrschende Korruption kritisierte. So erreichte er einen Ansehensverlust des Areopags. 462/61 war Kimon in Messenien, um den Spartanern bei der Niederschlagung eines Aufstands zu helfen; dies nutzte Ephialtes aus und setzte durch, dass dem Areopag die Befugnisse über die Staatsverwaltung und weitgehend auch über die Judikative entzogen wurden. Stattdessen wurden diese Befugnisse auf die Volksversammlung, den Rat der 500 und die Heliaia übertragen. Als Kimon wiederkehrte, versuchte er dies rückgängig zu machen, wurde aber ostrakisiert (per Scherbengericht aus Athen verbannt). Das bedeutete den endgültigen Sieg für Ephialtes. Doch schon bald darauf wurde er – vermutlich von einem Auftragsmörder – getötet; sein ideeller Nachfolger war Perikles.
Eine wichtige Quelle stellt die Schrift Der Staat der Athener dar, verfasst von Aristoteles oder einem seiner Schüler.